# Ursula Fuchs
Ursula Fuchs (* 6. April 1933 in Münster; † 12. Juni 2020 in Darmstadt) war eine deutsche Kinderbuch-Autorin.

## Leben
Ihre Kindheit verbrachte Fuchs kriegsbedingt in mehreren Orten Deutschlands. Die Handelsschule schloss sie mit der Mittleren Reife ab und arbeitete zunächst von 1953 bis 1959 als Sekretärin. 17 Jahre lebte Fuchs in Kassel und wohnte danach als freie Autorin in Darmstadt. Sie war verheiratet und hatte drei Kinder, darunter den Autor Thomas Fuchs. Sie starb am 12. Juni 2020 im Alter von 87 Jahren in Darmstadt.

## Ehrungen
1980 wurde sie für Emma oder die unruhige Zeit mit dem Deutschen Jugendliteraturpreis ausgezeichnet. 2023 wurde eine Grundschule in Darmstadt nach ihr benannt.

## Werke
Ursula Fuchs verfasste Kurzgeschichten, Fernseh- und Rundfunksendungen und Bücher für Kinder. Im Kreis der Familie entstanden eigene Erzählungen, die zum Teil in der TV-Sendung Sandmännchen ausgestrahlt wurden. 1974 erschien ihr erstes Buch. 1979 hat sie das Buch Emma oder die unruhige Zeit veröffentlicht, in dem sie aus eigener Kindheitserfahrung berichtet.
- Die Vogelscheuche im Kirschbaum. Boje-Verlag, Stuttgart 1974, ISBN 3-414-15010-7.
- Was wird aus Bettina? Fischer, Göttingen 1976, ISBN 3-439-00678-6.
- Emma oder die unruhige Zeit. Anrich, Modautal-Neunkirchen 1979, ISBN 3-920110-52-8; Deutscher Taschenbuch-Verlag, München 1983, ISBN 3-423-07837-5; Oetinger, Hamburg 1998, ISBN 3-7891-0698-4.
- Der kleine grüne Drache. Boje-Verlag, Stuttgart 1979, ISBN 3-414-10090-8.
- Reinhold, reg dich nicht auf. Anrich, Modautal-Neunkirchen 1980, ISBN 3-920110-59-5; Maier, Ravensburg 1988, ISBN 3-473-51647-3.
- Die kleine Bärin stinkt nicht und andere Geschichten. Anrich, Modautal-Neunkirchen 1981, ISBN 3-920110-67-6; Maier, Ravensburg 1987, ISBN 3-473-51596-5.
- Wiebke und Paul. Anrich, Modautal-Neunkirchen 1981, ISBN 3-920110-74-9; Maier, Ravensburg 1989, ISBN 3-473-51724-0.
- Ich bin etwas, was du nicht bist. Oetinger, Hamburg 1984, ISBN 3-7891-1661-0
- Geschichten von Bär. Anrich, Kevelaer 1984, ISBN 3-920110-96-X; Maier, Ravensburg 1991, ISBN 3-473-51802-6.
- mit Fritz Deppert & Karl Horst Passet: ABC Darmstadt. Ein Geschichtenbuch für Kinder zum Kennenlernen der Stadt. Schlapp, Darmstadt 1984, ISBN 3-87704-014-4.
- Tobias und Ines unterm Regenschirm. Deutscher Taschenbuch-Verlag, München 1985, ISBN 3-423-07529-5.
- Pferd macht Ferien. Herold, Stuttgart 1985, ISBN 3-7767-0404-7; Deutscher Taschenbuch-Verlag, München 1993, ISBN 3-423-75023-5.
- Der kleine grüne Drache. Anrich, Kevelaer 1985, ISBN 3-89106-006-8.
- Der kleine grüne Drache in der Schule. Anrich, Kevelaer 1986, ISBN 3-89106-025-4.
- Charlotte, einfach nur Charlotte. Anrich, Kevelaer 1986, ISBN 3-89106-029-7; Ravensburger Buchverlag, Ravensburg 1994, ISBN 3-473-51916-2.
- Steine hüpfen übers Wasser. Anrich, Kevelaer 1988, ISBN 3-89106-061-0.
- Sonntag ist Tina-Sonntag. Oetinger, Hamburg 1988, ISBN 3-7891-1685-8.
- Der kleine grüne Drachen am Meer. Anrich, Kevelaer 1988, ISBN 3-89106-058-0.
- Eine Schmusemaschine für Jule. Oetinger, Hamburg 1989, ISBN 3-7891-1003-5.
- Friederike oder: kleine Wolke hinterm Regenbogen. Anrich, Kevelaer 1990, ISBN 3-89106-110-2.
- Das große Buch vom kleinen grünen Drachen. Maier, Ravensburg 1990, ISBN 3-473-51641-4; Beltz und Gelberg, Weinheim/Basel 2006, ISBN 3-407-78980-7.
- Ein Lebkuchenherz aus München und andere Gute-Nacht-Geschichten. Oetinger, Hamburg 1991, ISBN 3-7891-3501-1.
- Steine hüpfen übers Wasser. Anrich, Kevelaer 1992, ISBN 3-928352-19-9.
- Mein Hund Mingo. Maier, Ravensburg 1993, ISBN 3-473-51875-1.
- Das macht man aber nicht! Die Geschichte, wie wir einmal fast im Paradies gewohnt haben. Bitter, Recklinghausen 1993, ISBN 3-7903-0487-5.

## Auszeichnungen
- 1980: Deutscher Jugendbuchpreis (ab 1981 Deutscher Jugendliteraturpreis) für Emma oder die unruhige Zeit
- 1983: In Auswahlliste des Deutschen Jugendliteraturpreises: Wiebke und Paul
- 1984: Silberne Feder des Deutschen Ärztinnenbundes für Wiebke und Paul.